# ベルナール・ルネ・ジュールダン・ド・ローネー
ベルナール・ルネ・ジュールダン・ド・ローネー（1740年4月9日 - 1789年7月14日）は、フランス王国の侯爵。
パリのバスティーユ牢獄司令官を務め、1789年7月14日のバスティーユ襲撃においては守備隊の指揮官であり、群衆に虐殺された。

## 1789年までの人生
ド・ローネーは、1740年4月8日から9日にかけての夜、父ルネ・ジュールダン・ド・ローネーが司令官を務めるバスティーユ牢獄で生まれた。8歳のとき、国王護衛銃士隊(mousquetaires du roi)の名誉職を拝命。その後、平時はパリに常駐する連隊であるフランス衛兵隊(gardes-françaises）に入隊した。
1776年、ド・ローネーはバスティーユ要塞司令官の地位をジュミアック候から継承した。アンシャン・レジームの上流階級の多くがそうしたように、バスティーユ牢獄司令官の職を投資として前任者から買い取ったのである。1778年12月19日にルイ16世の娘誕生の祝砲を撃ち損じたことを除いては、彼は13年間をこの職で平穏に過ごしていた。1785年8月、バスティーユ牢獄は首飾り事件の主要人物であるルイ＝ルネ＝エドゥアール・ド・ロアン＝ゲメネーとジャンヌ・ド・ラ・モット・ヴァロアを収容した。特に後者は取り扱いが難しい囚人であったが、ド・ローネーは両者に礼儀正しく振舞った。
1777年まではノルマンディー地方ブルトニエール（Bretonnière）の封建領主（セニョール）であった。バスティーユ牢獄に隣接するサンタントワーヌ通りの家屋を所有し、賃貸ししていた。

## バスティーユ襲撃と最期
ド・ローネーの配下である、常設のバスティーユ牢獄守備隊は、正規軍の要件に満たない約80人の傷痍軍人 (廃兵院の年金受給者)で構成されていた。バスティーユ襲撃の2日前となる7月12日、守備隊は30人のスイス傭兵（Salis-Samade連隊）によって増強された。 

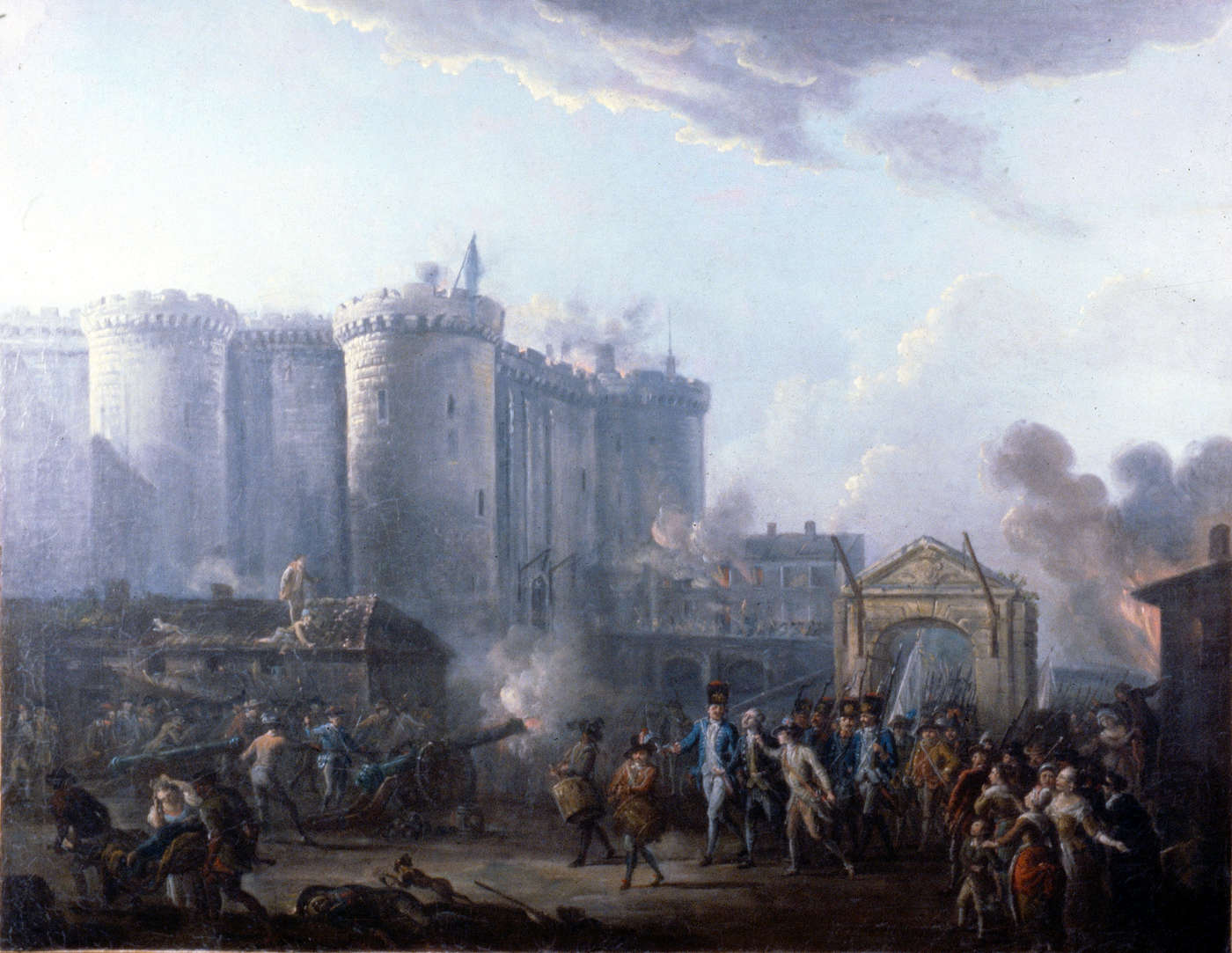
バスティーユ襲撃で連れ出されるド・ローネーを描いた、（ジャン＝バティスト・ラルマン画の油絵。
(フランス革命美術館蔵)

この日の早いうちに民衆の要求を受け入れた、ソンブルイユ廃兵院司令官と異なり、ド・ローネーは牢獄兼要塞と格納されていた武器火薬の明け渡しを拒絶した。ド・ローネーは、攻撃がない限り発砲しないことを約束し、パリ市庁舎からの2人の代表者との対話に努めたが、交渉は長引いた。その間に焦れた群衆の一部は跳ね橋の鎖を破壊して要塞の中庭へと侵入を始め 、守備隊はこれに対し、警告のうえで発砲を開始した。要塞を包囲する者らはこれをド・ローネー側の裏切りと解釈した。両者はその後約4時間に亘って銃火を交え、群衆側は約100人の死傷者を出した一方、防衛側は狭間や胸壁を活用してよく守り、死者1人と負傷者3人を出したのみだった。
しかし、要塞内部には水源がなく、食糧供給が限られているため、ド・ローネーは要塞内の誰も害されないという条件で降伏することを決した。ド・ローネーは、跳ね橋の開口部から渡されたメモの中で、これらの条件が拒否されれば、要塞と周辺地区全体を爆破するだろうと脅した。この条件は拒絶され、降伏を潔しとしないド・ローネーは、伝えられるところによると火薬が備蓄されている地下室に向かおうとしたところを守備隊によって阻まれたという。 午後5時ごろ、要塞からの発砲がやみ、跳ね橋が突如降ろされた。

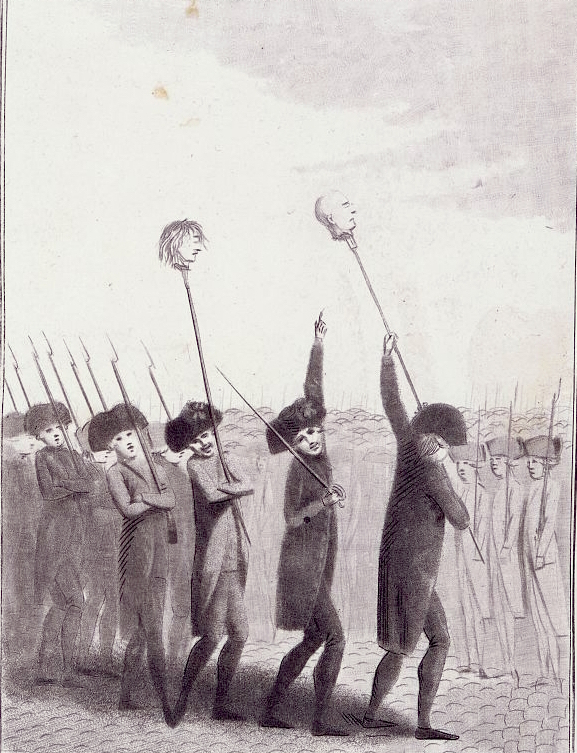
槍の先に掲げられるド・ローネーとド・フレッセル市長の首

ド・ローネーは身柄を確保され、剣と司令杖が差し押さえられた。彼は、暴動のリーダーの1人であるピエール・ユランという兵卒（後に将軍）にパリ市庁舎まで連行されるはずであったが、その途上で激怒した群衆によって、ナイフ・剣・銃剣で繰り返し暴行され1度発砲を受け、最終的に殺害された。伝えられるところによると、市庁舎近くで虐待を受けて自暴自棄になったド・ローネーは「もうたくさんだ！殺してくれ！」と叫び、デノという失業中の料理人に股間を蹴り上げられて絶命したという。ド・ローネーの頭部は殺害後に肉屋のジューヴ・ジュールダンによって切断された。切断された頭部は槍の先に掲げられて数時間に亘って通りを練り歩かれ、翌日にセーヌ川に投げ込まれた。
バスティーユの守備隊のうち、士官3人と古参の軍人2人も私刑を受け、スイス人傭兵2人が行方不明となった。しかし、守備隊の大多数は攻撃に参加していたフランス衛兵らによって群衆から守られ、最終的に解放された。

## 人物
歴史作家のサイモン・シャーマは、前任者よりも囚人を人道的に取り扱っていたド・ローネーについて、「気難しいところがあったとしても、中々良心的であった」としている。7月14日の直前にバスチーユ牢獄から別の刑務所に移送されたマルキ・ド・サドはド・ローネーを「祖父が使用人の、いわゆる侯爵」と呼んだ。
ド・ローネーを支援するため派遣されたスイス人傭兵を指揮していたルイ・ド・フリュー中尉は、バスティーユ襲撃までに露呈したとする、ド・ローネーの軍事的才能のなさと経験不足や優柔不断さについて批判している。残された連隊の日誌に複写されていたド・フリュー中尉のこの報告は、上級将校による王室軍の結集の失敗やパリ周辺の状況についてどうすることもできない立場に置かれていたド・ローネーに対して公平なものではなかった。とはいえ、1789年の騒動の沈静化についての責を負っていた軍事大臣第2代ブロイ公爵も、7月5日に「バスティーユに関する懸念の2つの要因あり、すなわち司令官（ド・ローネー）とその守備隊の実態である」と書き残している。
ド・ローネーは2人の妻と3人の娘をもうけている。ド・ローネーの兄弟の子孫の一部は、ロシアに定住した。ド・ローネーの殺害は、チャールズ・ディケンズの二都物語(第2巻第21章）やヒラリー・マンテルの”A Place of Greater Safety ”でも描写されている。